# Glycyrrhiza pallidiflora
Glycyrrhiza pallidiflora es una especie de planta floral del género Glycyrrhiza, familia Fabaceae, orden Fabales.

## Distribución
Se distribuye por el China, Mongolia, Jabárovsk, Manchuria y Primorie.

## Taxonomía
Fue descrita por Maxim. y publicada en Mémoires présentés à l'Académie Impériale des Sciences de St.-Pétersbourg par divers savants et lus dans ses Assemblées 9: 97 (1859).